# Geum geoides
Geum geoides är en rosväxtart som först beskrevs av Pall., och fick sitt nu gällande namn av Jenny E.E. Smedmark. Geum geoides ingår i släktet nejlikrotsläktet, och familjen rosväxter. Inga underarter finns listade i Catalogue of Life.